# Міньовіллар
Міньовілла́р (фр. Mignovillard) — муніципалітет у Франції, у регіоні Бургундія-Франш-Конте, департамент Жура. Населення — 864 особи (01.01.2021).
Муніципалітет розташований на відстані близько 370 км на південний схід від Парижа, 55 км на південь від Безансона, 50 км на схід від Лонс-ле-Соньє.

## Історія
У 1956-2015 роках муніципалітет перебував у складі регіону Франш-Конте. Від 1 січня 2016 року належить до нового об'єднаного регіону Бургундія-Франш-Конте.
1 січня 2016 року до Міньовіллар приєднали колишній муніципалітет Коммюнай-ан-Монтань.

## Демографія
Динаміка населення (Insee, Ehess ):
Розподіл населення за віком та статтю (2006):
| Стать | Всього | До 15 років | 15-24 | 25-44 | 45-64 | 65-85 | Понад 85 |
| --- | ------ | ----------- | ----- | ----- | ----- | ----- | -------- |
| Чоловіки | 332    | 60          | 32    | 108   | 64    | 60    | 8        |
| Жінки | 304    | 68          | 28    | 68    | 80    | 56    | 4        |
| \| Статево-вікова піраміда \| Статево-вікова піраміда \| Статево-вікова піраміда \| \| ----------------------- \| ----------------------- \| ----------------------- \| \| Чоловіки \| Вік \| Жінки \| \| 8 \| 85 + \| 4 \| \| 12 \| 80-84 \| 16 \| \| 16 \| 75-79 \| 32 \| \| 16 \| 70-74 \| 8 \| \| 16 \| 65-69 \| 0 \| \| 4 \| 60-64 \| 16 \| \| 16 \| 55-59 \| 20 \| \| 16 \| 50-54 \| 16 \| \| 28 \| 45-49 \| 28 \| \| 28 \| 40-44 \| 12 \| \| 28 \| 35-39 \| 24 \| \| 28 \| 30-34 \| 12 \| \| 24 \| 25-29 \| 20 \| \| 16 \| 20-24 \| 20 \| \| 16 \| 15-20 \| 8 \| \| 12 \| 10-14 \| 28 \| \| 20 \| 5-9 \| 8 \| \| 28 \| 0-4 \| 32 \| |        |             |       |       |       |       |          |
| Статево-вікова піраміда |        |             |       |       |       |       |          |
| Чоловіки | Вік    | Жінки       |       |       |       |       |          |
| 8 | 85 +   | 4           |       |       |       |       |          |
| 12 | 80-84  | 16          |       |       |       |       |          |
| 16 | 75-79  | 32          |       |       |       |       |          |
| 16 | 70-74  | 8           |       |       |       |       |          |
| 16 | 65-69  | 0           |       |       |       |       |          |
| 4 | 60-64  | 16          |       |       |       |       |          |
| 16 | 55-59  | 20          |       |       |       |       |          |
| 16 | 50-54  | 16          |       |       |       |       |          |
| 28 | 45-49  | 28          |       |       |       |       |          |
| 28 | 40-44  | 12          |       |       |       |       |          |
| 28 | 35-39  | 24          |       |       |       |       |          |
| 28 | 30-34  | 12          |       |       |       |       |          |
| 24 | 25-29  | 20          |       |       |       |       |          |
| 16 | 20-24  | 20          |       |       |       |       |          |
| 16 | 15-20  | 8           |       |       |       |       |          |
| 12 | 10-14  | 28          |       |       |       |       |          |
| 20 | 5-9    | 8           |       |       |       |       |          |
| 28 | 0-4    | 32          |       |       |       |       |          |

## Економіка
2010 року серед 412 осіб працездатного віку (15—64 років) 326 були активними, 86 — неактивними (показник активності 79,1%, у 1999 році було 71,1%). З 326 активних мешканців працювало 305 осіб (180 чоловіків та 125 жінок), безробітними було 21 (7 чоловіків та 14 жінок). Серед 86 неактивних 26 осіб було учнями чи студентами, 33 — пенсіонерами, 27 були неактивними з інших причин.

У 2010 році в муніципалітеті числилось 300 оподаткованих домогосподарств, у яких проживали 735,5 особи, медіана доходів виносила 18 447 євро на одного особоспоживача